# Entretien cognitif
 (mai 2021).
La mise en forme du texte ne suit pas les recommandations de Wikipédia : il faut le « wikifier ».
Les points d'amélioration suivants sont les cas les plus fréquents :
- Les titres sont pré-formatés par le logiciel. Ils ne sont ni en capitales, ni en gras.
- Le texte ne doit pas être écrit en capitales (les noms de famille non plus), ni en gras, ni en italique, ni en « petit »…
- Le gras n'est utilisé que pour surligner le titre de l'article dans l'introduction, une seule fois.
- L'italique est rarement utilisé : mots en langue étrangère, titres d'œuvres, noms de bateaux, etc.
- Les citations ne sont pas en italique mais en corps de texte normal. Elles sont entourées par des guillemets français : « et ».
- Les listes à puces sont à éviter, des paragraphes rédigés étant largement préférés. Les tableaux sont à réserver à la présentation de données structurées (résultats, etc.).
- Les appels de note de bas de page (petits chiffres en exposant, introduits par l'outil «  Source ») sont à placer entre la fin de phrase et le point final[comme ça].
- Les liens internes (vers d'autres articles de Wikipédia) sont à choisir avec parcimonie. Créez des liens vers des articles approfondissant le sujet. Les termes génériques sans rapport avec le sujet sont à éviter, ainsi que les répétitions de liens vers un même terme.
- Les liens externes sont à placer uniquement dans une section « Liens externes », à la fin de l'article. Ces liens sont à choisir avec parcimonie suivant les règles définies. Si un lien sert de source à l'article, son insertion dans le texte est à faire par les notes de bas de page.
- La présentation des références doit suivre les conventions bibliographiques. Il est recommandé d'utiliser les modèles {{Ouvrage}}, {{Chapitre}}, {{Article}}, {{Lien web}} et/ou {{Bibliographie}}. Le mode d'édition visuel peut mettre en forme automatiquement les références.
- Insérer une infobox (cadre d'informations à droite) n'est pas obligatoire pour parachever la mise en page.

Pour une aide détaillée, merci de consulter Aide:Wikification.
Si vous pensez que ces points ont été résolus, vous pouvez retirer ce bandeau et améliorer la mise en forme d'un autre article.
 (mai 2021).
L'entretien cognitif est une méthode d'interrogation des témoins oculaires et des victimes sur ce qu'ils se souviennent d'une scène de crime. À l'aide de 4 règles de récupération de la mémoire, l'objectif principal de l'entretien cognitif est de permettre aux témoins et aux victimes d'une situation d'être conscient de tous les événements qui se sont produits. L'entretien cognitif aide à minimiser à la fois les erreurs d'interprétation et l'incertitude qui sont parfois présente dans le processus d'interrogatoires de police traditionnels. Les entretiens cognitifs améliorent de manière fiable le processus de récupération de la mémoire et se sont avérés susciter des souvenirs sans générer de récits inexacts ou fabriqués. Les entretiens cognitifs sont de plus en plus utilisés dans les enquêtes policières, et des programmes et manuels de formation ont été créés.

## Récupération de la mémoire

### Règles de récupération
L'utilisation de l'entretien cognitif repose sur 4 règles de récupération de la mémoire et plusieurs techniques complémentaires.

#### 1- Rétablissement mental des contextes environnementaux et personnels
Le participant est invité à revoir mentalement l'événement à se souvenir. L'enquêteur peut lui demander de se faire une image mentale de l'environnement dans lequel il a été témoin de l'événement. Cette image peut inclure le placement d'objets tels que les fenêtres ou les meubles, l'éclairage ou même la température. Le participant est également invité à revisiter son état mental personnel pendant l'événement, puis à le décrire en détail. Le but de ce processus est d'augmenter le chevauchement des caractéristiques entre le contexte du témoignage initial et le contexte de récupération ultérieurs.

#### 2- Rapport approfondi
L'intervieweur encourage le témoignage de chaque détail, même s'il ne semble pas être en lien avec l'incident principal. Cette étape est importante pour deux raisons. Premièrement, le participant pourrait ne déclarer initialement que les informations qu'il considère comme importantes, même s'il ne sait pas quelles informations auront réellement de la valeur. Deuxièmement, le souvenir de détails partiels peut entraîner le souvenir d'informations pertinentes supplémentaires.

#### 3- Décrire l'événement dans plusieurs ordres
Le participant crée un récit de l'événement. Il ou elle est alors invité à commencer le récit à partir d'un point de départ différent de son point de départ initial. Ce processus peut fournir une nouvelle perspective de l'événement qui offre par la suite l'occasion de rappeler de nouvelles informations.

#### 4- Rapporter l'événement à partir de points de vue différents
Le participant est invité à rapporter l'événement à partir de plusieurs points de vue différents, comme celui d'un autre témoin. Par exemple, si le participant a été témoin d'un vol, l'intervieweur peut demander « Que pensez-vous que le caissier a vu ? » puis demandez le point de vue du participant.
Chacune des 4 règles a été testée et s'est avérée utile dans le processus d'entrevue.

#### Techniques supplémentaires
Ces techniques sont utilisées pour obtenir des éléments spécifiques du récit. Ces techniques sont des questions posées à la personne interrogée qui peuvent lui rafraîchir la mémoire pour obtenir des détails tels que l'apparence physique (« L'intrus vous a-t-il rappelé quelqu'un que vous connaissez ? »), les objets (« Avaient-ils l'air d'être lourds à porter ? »), ou les caractéristiques de la parole (« Des mots inhabituels ou des mots étrangers ont-ils été utilisés ? »).

### L'entretien cognitif amélioré
La version améliorée de l'entretien cognitif contient les 4 mêmes règles de récupération que l'original. L'entretien cognitif amélioré comprend plus d'aspects sociaux dans le cadre et la procédure d'entretien, ce qui permet une récupération de souvenirs supplémentaires par rapport à la version originale. La version améliorée comprend également plusieurs principes généraux pour améliorer la communication entre l'enquêteur et le participant.  Ces recommandations comprennent la minimisation des distractions, la possibilité de faire une pause entre la réponse et la question suivante, ainsi que l'adaptation du langage utilisé pour convenir au témoin. Ces recommandations permettent à l'enquêteur de fournir un environnement qui permet une meilleure réintégration du contexte de la part du participant.

## Limites
Bien qu'il ait été démontré que les entretiens cognitifs donnent de nombreux résultats positifs, cette technique n'est pas sans limites. Le problème le plus souvent cité concernant les entrevues cognitives est qu'elles sont plus difficiles à réaliser que les entrevues policières classiques,.

### Limitations avec la reconnaissance de visages
La recherche semble montrer que les entretiens cognitifs ne sont généralement pas efficaces en tant que forme d'amélioration de la mémoire en ce qui concerne la reconnaissance des suspects dans les parades d’identification ou les tableaux de photos. L'entrevue cognitive pourrait nuire à la capacité d'un témoin oculaire à identifier avec précision un visage par rapport à un entretien de police standard. Ce problème pourrait être résolu en mettant en œuvre un délai d'au moins 30 minutes entre l'entretien cognitif et la reconnaissance de visages.

### Limitations avec des informations précises
Bien que les entretiens cognitifs visent à augmenter la quantité d'informations rapportées par un témoin oculaire, la mise en œuvre de cette méthode d'amélioration de la mémoire ne garantit pas nécessairement des informations exactes. Au cours du processus d'entrevue, il n'est pas rare qu'une personne interrogée succombe à un biais de désirabilité sociale. Cela signifie que le témoin modifie son histoire ou sa réponse d'une manière qui, selon lui, rend sa réponse plus acceptable aux yeux de l'intervieweur ou de la société. Une méta-analyse indique que la précision est presque identique aux entretiens standard.

### Limitations avec les enfants
Bien que les méthodes d'interview cognitive aient été modifiées pour être utilisées avec les enfants, ces modifications ne sont pas également efficaces dans tous les groupes d'âge. La recherche semble montrer que l'entrevue cognitive réussit mieux avec des enfants plus âgés qu'avec des enfants plus jeunes.

## Efficacité
Malgré les quelques limites qui peuvent survenir, les entrevues cognitives dans leur ensemble ont été un succès global parmi les intervieweurs et les témoins d'un crime. Un autre avantage de l'entretien cognitif est qu'il peut être appris et appliqué avec un minimum de formation. Plusieurs études sur l'entrevue cognitive ont fourni des résultats qui appuient l'efficacité de cette méthode relativement nouvelle. L'entrevue cognitive s'est avérée être une méthode bénéfique pour l'amélioration de la mémoire chez les policiers, les enfants, les adultes et les personnes âgées lorsqu'ils se remémorent les événements d'un accident ou d'un crime.

## Utilisation dans les témoignages d'évènements extraordinaires
Le GEIPAN indique utiliser la méthode des entretiens cognitifs pour recueillir les témoignages d'OVNIS.